# Mchy Jelniańskie
Mchy Jelniańskie (biał. Балота Ельня) – puszcza obejmująca jedno z największych w Europie torfowisk wysokich o powierzchni 250 km², położone w północno-zachodniej Białorusi (obwód witebski, rejon miorski), w dorzeczu i w widłach Dźwiny i Dzisny. W obrębie Mchów położone są liczne jeziora i oczka, z których największe Jelnia dało nazwę całemu obszarowi. Jezioro jest odwadniane do mniejszego Jeziora Czarnego i dalej rzeką Jelnią do Dzisny. Nazwa Jelnia ma związek ze starosłowiańskim określeniem świerka – jel. Mchy Jelniańskie powstały w znacznej części na obszarze polodowcowego jeziora położonego pośród lasów, co potwierdzają wielkie pnie zatopione w bagnach i w jeziorkach.
Współcześnie Mchy otoczone są olsami, dalej powierzchnia wznosi się nawet o kilkanaście metrów w kierunku środka, gdzie z kolei nie ma drzew lub porastają małe formy brzozy albo postglacjalny relikt brzoza karłowata, żurawina i czosnek niedźwiedzi. Samo torfowisko tworzą głównie mchy torfowce (Sphagnum spp.) oraz owadożerne rosiczki (Drosera spp.), bagno zwyczajne (Ledum palustre) i żurawina błotna (Oxycoccus palustris).
W pobliżu jezior położone są Jelniańskie Wyspy – enklawy stałego lądu porośnięte borem bagiennym, na których istnieje jedyne zamieszkałe osiedle w obrębie Mchów. Na tym obszarze ostoję znajdują m.in. wilki, łosie, gatunki północne zając bielak i pardwa, a z innych ptaków sokół wędrowny, cietrzew, pliszka cytrynowa oraz brodziec pławny.
W latach 1921–1946 puszcza znajdowała się w granicach Polski w ramach dawnego powiatu dziśnieńskiego (przed rozbiorami – województwo połockie Rzeczypospolitej Obojga Narodów).

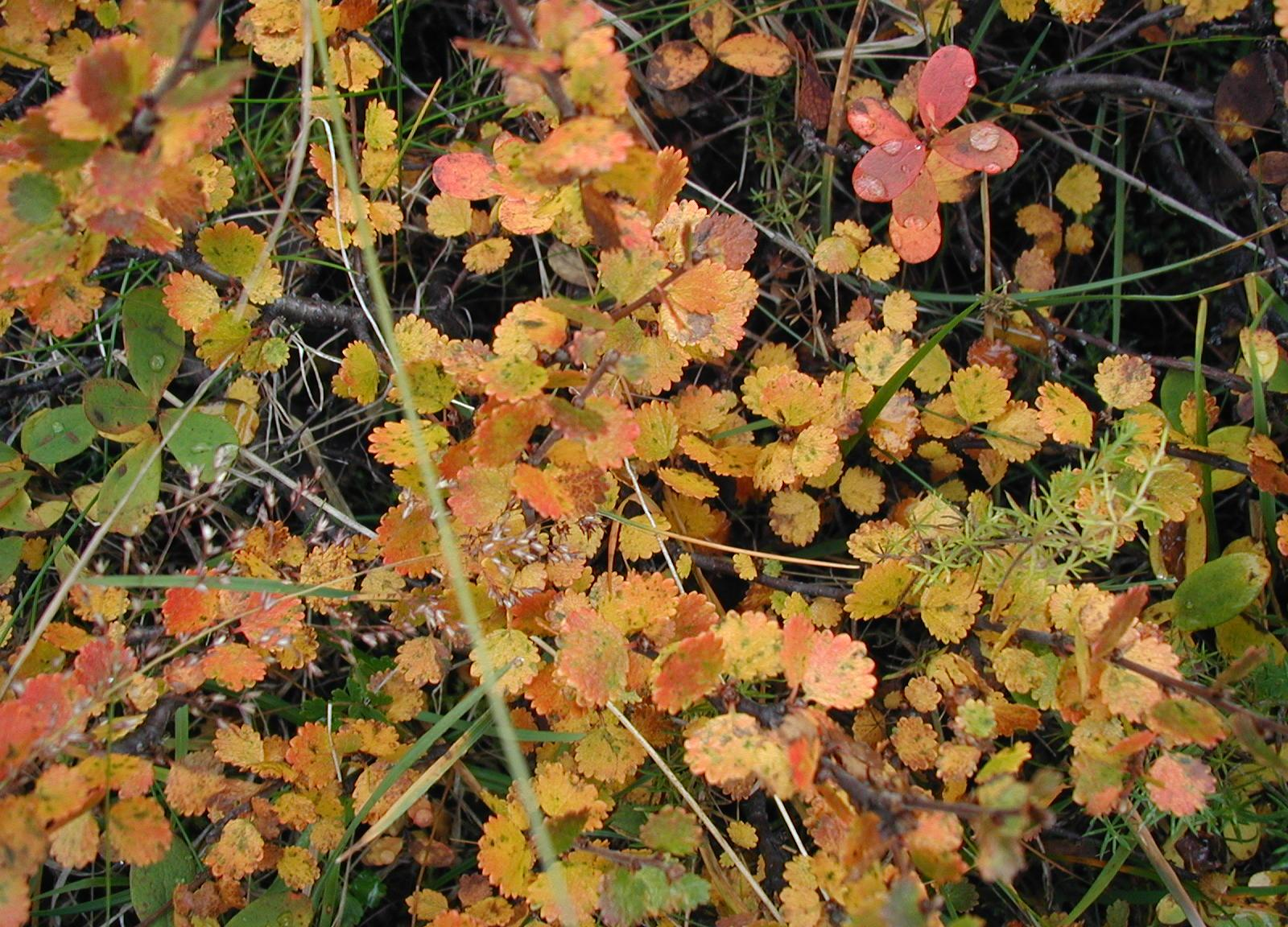
Polodowcowy relikt brzoza karłowata

## Ekologia
Mchy Jelniańskie objęte są ochroną od 1968 r. w ramach rezerwatu przyrody (biał. Заказнік Ельня) obejmującego 25 758 ha oraz w ramach międzynarodowych „Important Bird Areas”. Eksploatacja przez człowieka prowadzi do pożarów, z których ostatni w 1999 r. zniszczył 5 km² torfowisk.

## Mchy Jelniańskie w literaturze
- Michał K. Pawlikowski, Wojna i sezon, Wileńskie Wydawnictwo „Czas”, Wilno 2008, s. 328, ISBN 978-9955-661-06-1.

- Grzegorz Rąkowski, Smak Kresów. Wśród jezior i mszarów Wileńszczyzny, Oficyna Wydawnicza REWASZ, 2000, s. 368, ISBN 83-85557-70-9.

Roślinność Jelna to przede wszystkim mchy różnych gatunków nasiąkłe jak gąbka wilgocią i stanowiące tak zwany kożuch, elastyczną i uginającą się pokrywę, będącą ciężką próbą dla wytrwałości nóg ludzkich. Pod pokrywą mchu leży niezbadana co do swej głębokości warstwa torfu, mułu, rzadziej wody. Na mchu rosną skarłowaciałe brzózki i sosenki, zwykle niższe od wysokości średniego wzrostu ludzkiego. Są one tak stare jak sama Puszcza, a nie dochodzą rozmiaru normalnych brzóz i sosen, gdyż gleba bagnisto-torfiasta nie dostarcza ich sokom dostatecznej mocy wegetacyjnej. Toteż rosną te karły porosłe festonami osobliwego popielatego mchu i przez tysiące lat nie zmieniają swego nędznego wyglądu. Bliżej środka Puszczy zdarza się właściwa brzoza karłowata (betula nana), wielka rzadkość u nas, gdyż jest osobliwością regionów arktycznych. [...]
Na bardziej „żyznych” miejscach Puszczy, a mianowicie na jej brzegach oraz wewnątrz Puszczy na brzegach niezliczonych jezior i jeziorek rosną obficie brusznice, a poza tym wszędzie – jak seledynowo-różowe perły miliardami na mchach rozsypane – żurawiny. Rosną też czarne jagody i pokrewne im, tylko nieco mniejsze – pijanice. Pijanica są to smaczne jagody, którym wieść gminna przypisuje właściwości odurzające. Nie jest to prawdą. Prawdą zaś jest, że pijanice rosną zwykle po społu z zielem krzaczastym zwanym bagnem, a po białorusku – bahunem. W spiekocie letniej bagno wydziela woń mocną powodującą odurzenie i ból głowy. Zbierając i przy tej okazji spożywając pijanice wdycha się równocześnie woń bagna, a skutki odurzenia przypisuje się niewinnym pijanicom. Nawiasem mówiąc ostra woń bagna wyzyskiwana bywa w celach gospodarczo-domowych, jako środek przeciwko robactwu, a przede wszystkim – molom. Na Mchach rośnie też jedyna w Europie roślina owadożerna – rosiczka, której listki pokryte włoskami i kropelkami lepu, podobnego do rosy, chwytają muszki i komary.
Tysiąc większych i mniejszych jezior i jeziorek przerywa monotonię Mchów, poczynając od dużego dwukilometrowej długości jeziora Jelno, od którego cała Puszcza wzięła swą nazwę, a kończąc na maleńkich parometrowej średnicy bagienkach. Wszystkie te jeziora mają jednak wspólne cechy: rosi bagnistą i czarną, brak sitowia lub trzcin u brzegów, szarpane kontury i niskie, lecz dokładnie prostopadłe brzegi – jak gdyby ręka jakiegoś kataklizmu wydarła pokrywę torfowego „kożucha” i odkryła ich toń.
Opis z okresu II Rzeczypospolitej: Michał K. Pawlikowski, Wojna i sezon, Wileńskie Wydawnictwo „Czas”, Wilno 2008, s. 328, ISBN 978-9955-661-06-1.